# Noi Siamo Chiesa
Noi Siamo Chiesa (NSC) è la sezione italiana del movimento progressista International Movement We Are Church (IMWAC), fondato nel novembre del 1996 a seguito di una raccolta di firme in appoggio ad un "Appello dal popolo di Dio" a Giovanni Paolo II con cui si chiedeva il rinnovamento ecclesiale della Chiesa cattolica poiché le "speranze aperte nella chiesa dal Vaticano II sono andate in gran parte deluse a causa del tentativo di imprigionarne lo spirito rinnovatore". Sebbene riunisca fedeli cattolici, non è un gruppo ecclesiale riconosciuto, non ha ricevuto alcuna approvazione canonica. Attualmente Noi Siamo Chiesa e il movimento internazionale We Are Church appoggiano il "nuovo corso" di papa Francesco, che sollecitano ad attuare profonde riforme nella linea indicata dal Concilio Vaticano II. 

## Nascita del movimento
L'appello, partendo dall'Austria e dalla Germania, raccolse oltre 2.500.000 firme in tutta Europa, di cui 36.000 in Italia; le firme raccolte, presentate in Vaticano nel corso di un incontro internazionale nell'ottobre del 1997, furono tuttavia ignorate.
I promotori dell'Appello hanno proseguito il loro impegno strutturandosi in un coordinamento internazionale dei singoli gruppi nazionali, allo scopo di continuare la sensibilizzazione nella Chiesa cattolica delle istanze di rinnovamento e di impegno sulle questioni più importanti della riflessione teologica ed etica postconciliare.

## Scopo del movimento
Le richieste avanzate sono:
- coinvolgimento delle comunità diocesane nella nomina dei vescovi;
- accesso ai ministeri ordinati per le donne;
- superamento della divisione tra clero e laicato;
- modifica delle indicazioni, in campo etico e pastorale, sulla sessualità, valorizzando la libertà di coscienza del singolo e della coppia;
- accettazione nella Chiesa e nella società della condizione omosessuale a pari dignità di quella eterosessuale;
- eliminazione dell'obbligo di celibato per i presbiteri e riammissione al ministero dei preti sposati che lo richiedano;
- maggiori sforzi per l'ecumenismo con le altre Chiese cristiane;
- promozione nel mondo della pace fondata sulla giustizia.

Nei primi venti anni di attività, Noi Siamo Chiesa si è pronunciata su vari scottanti problemi dell'attualità ecclesiale e sociale, con lo scopo dichiarato di sensibilizzare l'opinione pubblica sulla necessità di una Chiesa semper reformanda.
Noi Siamo Chiesa in Italia ha, in modo continuativo, con convegni e documenti, approfondito e diffuso i contenuti generali delle proposte di riforma della Chiesa cattolica tipici del movimento. È anche intervenuto sulle principali questioni dell'attualità per quanto riguarda i rapporti tra la Chiesa e le istituzioni, difendendo la laicità dello Stato.
Tra le numerose iniziative del movimento è da ricordare l'appello per la riabilitazione di Ernesto Bonaiuti del giugno 2014, che ha raccolto oltre 350 adesioni tra cui quelle di Raniero La Valle, Gianni Novelli, Ettore Masina, Giovanni Avena, Vittorio Bellavite, Luigi Bettazzi, Enrico Peyretti, Paola Gaiotti De Biase,  Giovanni Franzoni, Lidia Menapace, Carlo Molari, "Tempi di Fraternità", "Agire politicamente. Coordinamento di cattolici democratici", Giovanni Miccoli, Giovanni Bianco, Adriana Valerio, Armido Rizzi, Paolo Farinella, Vito Mancuso, Mina Welby, Francesco Zanchini, "Coordinamento delle comunità cristiane di base", Frei Betto.

## Le critiche
Il movimento ha incontrato l'aperta opposizione da parte di alcune Conferenze Episcopali nazionali, come ad esempio in Spagna, il cui ufficio informazioni ha rilasciato una nota che dichiara:
(nota dell'ufficio informazione della conferenza episcopale spagnola sulla «corrente Noi Siamo Chiesa»; Madrid, 10 luglio 2002)
In Italia la Conferenza Episcopale Italiana (CEI) ha sempre ignorato Noi Siamo Chiesa ma nell'ottobre 2007, per la prima volta, il Presidente della CEI Angelo Bagnasco ha ricevuto il portavoce del movimento Vittorio Bellavite che gli ha esposto i punti di vista e le iniziative del movimento.
Lo stesso papa Benedetto XVI ha criticato l'interpretazione di Noi Siamo Chiesa secondo cui il Concilio Vaticano II è stato un Concilio di discontinuità nella storia della Chiesa cattolica. Il Papa ha detto:
(papa Benedetto XVI, discorso alla Curia vaticana dell'22 dicembre 2005)

## La scomunica
I coniugi Marta e Gert Heizer, tra i fondatori del movimento, sono stati scomunicati dal vescovo di Innsbruck Manfred Scheuer su sollecitazione del prefetto della Congregazione per la Dottrina della fede cardinale Gerhard Ludwig Müller in quanto le messe, celebrate senza preti nella loro abitazione, costituivano  "delicta graviora". La scomunica è derivata dalla profanazione del sacramento dell'Eucaristia perpetrato durante le celebrazioni private in mancanza di un sacerdote in regola con le norme del diritto canonico. Di fronte a questo provvedimento le sezioni nazionali e il movimento internazionale reagirono contestando il provvedimento e confermando fiducia a Martha e a Gert.